# Enarmonia
Enarmonia, em música, é
1. o grupo de sons que embora grafados em alturas diferentes possuem o mesmo som.
2. na afinação do sistema temperado, o escrito enarmônico significa duas notas diferentes numa partitura mas que, na prática, produzem o mesmo som; e
3. nos  instrumentos não temperados, ou de um sistema de afinação com entonação justa, ou de temperamento linear, é o intervalo de duas notas enarmônicas---em que duas notas se diferem sonoramente apenas por uma coma (i.e a nona parte de um tom).

Instrumentos enarmônicos são aqueles que produzem sons com tons enarmônicos.

## Na enarmonização de notas
Na música ocidental, uma escala diatônica nos permite formar acordes com intervalos maiores e menores. Similarmente, num instrumento de propriedades do sistema temperado, uma nota qualquer é formada por parciais de sons maiores e menores e harmônicos. Em um instrumento inarmônico, como um tambor, em que cada batida emite várias frequências estranhas de som, o som das notas emitidas terão parciais variadas, com frequências diminutas. Até mesmo um xilofone pode ter um som bem preciso, mas mesmo assim a repercussão do som emitido por uma batida na madeira cria sons de parciais inarmônicas. Da mesma maneira os metais tem propriedades inarmônicas em seu som, mesmo quando tão afinados como um vibrafone.  isto não é para dizer que todo instrumento de corda não possui tons inarmônicos. Um violão em mal estado certamente emitirá vários sons estranhos, por exemplo.
Todos os instrumentos de sopro de metal são considerados inarmônicos, assim como toda percussão (exceto o piano acústico), a Gaita-de-fole e outros instrumentos que, quando tocados, o som emitido produz notas das parcelas de uma escala inarmônica. O instrumento inarmônico está oposto aos instrumentos harmônicos que são os instrumentos que podem-se temperar a afinação, e possuem uma freqüência sonora estável, como  o piano, os instrumentos de corda, os de sopro de madeira e alguns outros de sopro que seriam de metal, mas não se classificam na música européia como típico de metal (a flauta transversal, por exemplo).

## Na afinação temperada
Na escala diatônica, a nota mi sustenido soa como um fá natural, assim como o dó bemol soa como um si natural. Não há como dizer, nem mesmo para quem tem ouvido absoluto, se alguém esta tocando num piano, por exemplo, o dó bemol ou o si natural de uma partitura qualquer.[carece de fontes?] Somente olhando na pauta é que podemos ver a diferença da nota escrita, se é uma ou a outra nota escrita que se toca. Esta maneira de escrever um dó bemol em vez do si natural ou um mi sustenido em vez de um fá natural, numa partitura, é especialmente reconhecida como escrita enarmônica e o motivo de tal escrita tem que a ver com a consideração do compositor à analise teórica de tal música quando a escreveu. Um exemplo básico seria se o compositor estivesse escrevendo  uma composição com uma passagem cromática em que houvesse as seguintes notas:
- E, E♭, D, D♭, C, B e novamente o B

É provável que o compositor simplesmente escrevesse no final da frase:
- C, C♭, B

Assim ele estaria mostrando (na teoria do "papel") a continua progressão cromática da melodia, e a homogeneidade da escrita, e este dó bemol que também soa como um si natural  é a escrita enarmônica.
Há casos mais complexos, como o caso do dobrado sustenido; para entendê-lo a contento, deve levar-se em consideração o ciclo das quintas. Grosso modo, funciona da seguinte forma, tomando-se como exemplo a a escala maior de sol: G, A, B, C, D, E, F♯. Como ficaria então, no caso da escala maior de sol sustenido? Ficaria: G♯, A♯, B♯, C♯, D♯, E♯, F♯♯, sendo que o E♯ e o B♯ só figuram na teoria musical para instrumentos que possuem marcação de teclas temperadas e de casas (instrumentos de cordas) definidas. O exemplo citado da escala de sol sustenido maior, que contém oito sustenidos, sendo que ela é enarmônica da mais usada de lá bemol maior (sendo que suas sete notas diatônicas são estas: A♭, B♭, C, D♭, E♭, F e G), com apenas quatro bemóis, é impraticável, pois não existem armaduras acima de sete sustenidos nem acima de sete bemóis. O ♯♯ ou (), que significa "dobrado sustenido", foi aplicado aí para determinar que o que, na verdade, é um sol, derivou de uma flexão teoricamente cromática da nota fá sustenido.

## Na afinação não temperada
Em um instrumento mais tradicional, como uma sitar, e em que sua afinação não é a mesma do sistema temperado da música ocidental, um intervalo enarmônico é aquele entre, por exemplo, um dó sustenido e um ré bemol, qual na música ocidental teria o mesmo som. Na música não temperada estas notas diferem não só na escrita mas também sonoramente, uma da outra, por uma fração do tom que chega a ser imperceptível ao ouvido não treinado de um indivíduo que não está acostumado a ouvir este estilo de música.